# Tetjana Samolenko-Dorowskych
Tetjana Samolenko-Dorowskych (ukrainisch Тетяна Самоленко-Доровских, englisch Tetyana Samolenko-Dorovskykh; Geburtsname russisch Татьяна Владимировна Самоленко, deutsch ‚Tatjana Wladimirowna Samolenko‘, englisch Tatyana Samolenko-Dorovskikh; * 12. August 1961 in Sekretarka bei Orenburg) ist eine ehemalige sowjetische bzw. ukrainische Leichtathletin. Die Mittel- und Langstreckenläuferin wurde 1988 Olympiasiegerin.
Bei den Weltmeisterschaften 1987 in Rom gewann sie die Goldmedaille im 1500- und im 3000-Meter-Lauf. Bei den Olympischen Spielen 1988 in Seoul gewann sie über 1500 Meter die Bronzemedaille hinter der Rumänin Paula Ivan und ihrer Landsfrau Laima Baikauskaitė. Über 3000 Meter holte sie Gold vor Paula Ivan und der Britin Yvonne Murray in ihrer persönlichen Bestzeit von 8:26,53 min. Nach ihrer Heirat hatte sie eine zweijährige Wettkampfpause, weil sie Mutter wurde.
Bei den Weltmeisterschaften 1991 in Tokio holte sie Gold über 3000 und Silber über 1500 Meter. Im Jahr darauf startete sie für das Vereinte Team der GUS bei den Olympischen Spielen 1992 in Barcelona, wurde dort Vierte über 1500 Meter in ihrer persönlichen Bestzeit von 3:57,92 min und holte die Silbermedaille über 3000 Meter. Kurz vor den Weltmeisterschaften 1993 wurde sie des Dopings mit Stanozolol überführt.
Sie ist mit dem ehemaligen sowjetischen Zehnkämpfer Oleksandr Apajtschew (* 1961) verheiratet.